# Erucastrum
Erucastrum és un gènere de plantes amb flors dins la família Brassicàcia. És un gènere originari de la regió mediterrània i de les terres veïnes. Consta d'aproximadament 18 espècies.
Als Països Catalans són autòctones les següents:
- Erucastrum virgatum
- Erucastrum nasturtiifolium (Ravenissa groga)
- Erucastrum gallicum

## Algunes espècies més
| - Erucastrum abyssinicum - Erucastrum arabicum - Erucastrum armoracioides - Erucastrum balearicum - Erucastrum boeticum | - Erucastrum brachycarpum - Erucastrum bracteatum - Erucastrum brevirostre - Erucastrum canariense |

- Llista completa d'espècies